# 义顺体育场
义顺体育场（英語：Yishun Stadium）是一個位於新加坡义顺的多用途運動場，靠近卡迪地铁站，能容納3,400名觀眾。
1°24′45″N 103°49′56″E / 1.412389°N 103.832334°E